# Johanneskyrkan, Helsingfors
Johanneskyrkan (efter Johannes döparen, ursprungligen Nya kyrkan) är en kyrkobyggnad i centrala Helsingfors i stadsdelen Ulrikasborg. Kyrkan uppfördes 1888–91 i nygotisk stil efter ett förslag ritat av den svenske arkitekten Adolf Emil Melander som hade vunnit arkitekttävlingen om kyrkans utformning. Kyrkan rymmer cirka 2600 personer och kyrktornen är 74 meter höga. Altartavlan är målad av Eero Järnefelt år 1932.
Kyrkan står på en kulle i centrala Helsingfors som i många århundraden varit en plats för midsommarbrasor (midsommar är nu också "Johannes dag", Juhannus på finska)

## Orgeln
Orgeln byggdes 1891 av det tyska företaget Walcker i Ludwigsburg, med en pneumatisk mekanism. På den tiden var det störst i landet. 1921 byggde kompositören Oskar Merikanto, den förste kyrkoorganisten, ut orgeln. 2004 och 2005 renoverades orgeln av det tyska orgelbyggarföretaget C.Scheffler. Den har nu totalt 66 orgelstämmor.